# صندوق الرجل الميت

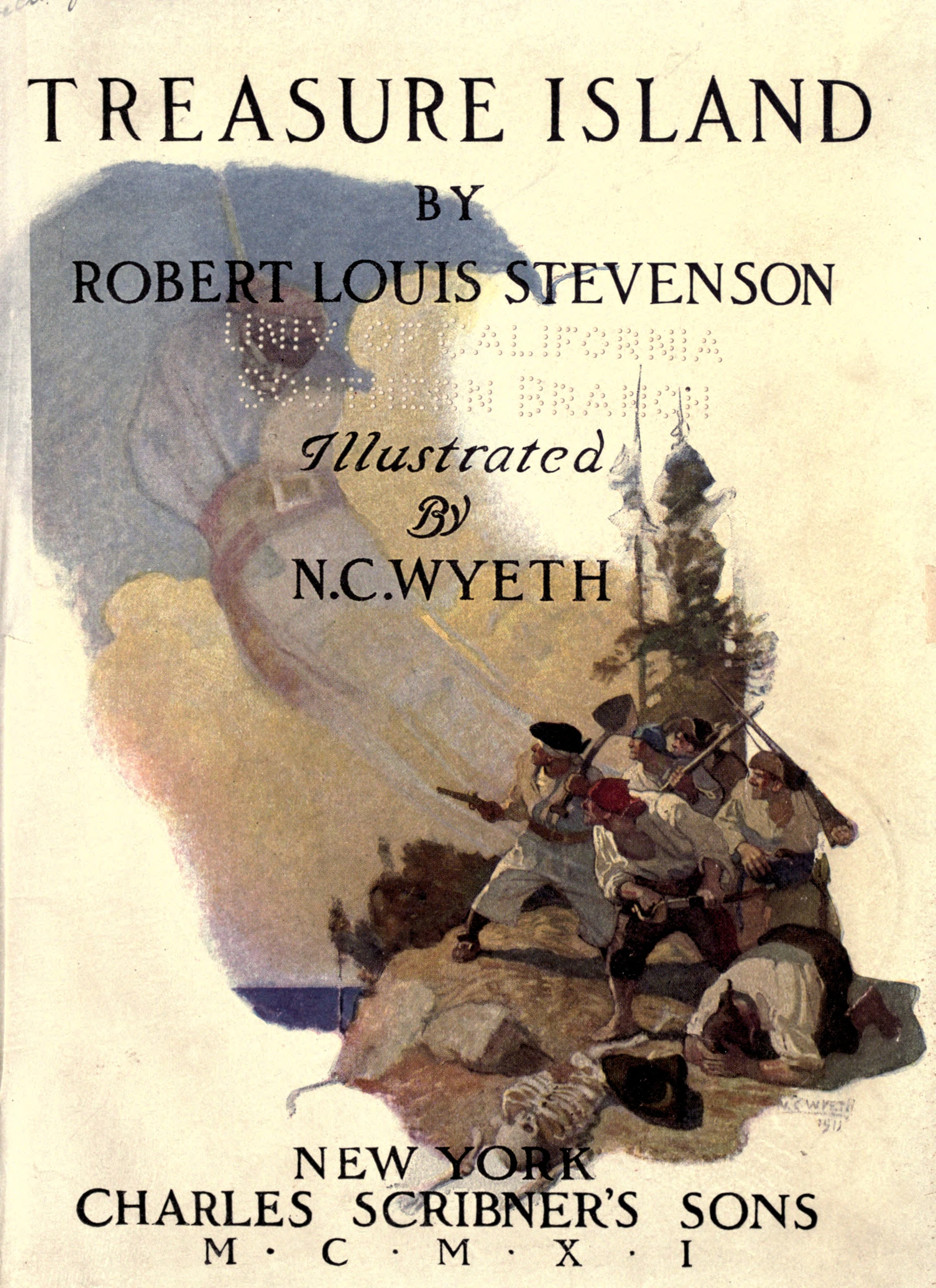

«صندوق الرجل الميت» (تعرف أيضا باسم خمسة عشر رجلاً ماتوا من أجل صندوق) وهي أغنية بحارة خيالية، تعود بالأصل إلى رواية جزيرة الكنز (1883) لروبرت لويس ستيفنسون. وقد كتبت في قصيدة، بعنوان «المنبوذ» بقلم يونغ يوينغ أليسون، ونشرت في مجلة لويزفيل كوريه في عام 1891. ومنذ ذلك الحين استخدمت في عدة أعمال فنية في أشكال مختلفة.